# Frank Popper
Frank Popper (* 17. April 1918 in Prag; † 12. Juli 2020 in Lugano) war ein französisch-britischer Kunst- und Technikhistoriker tschechischer Abstammung und emeritierter Professor für Ästhetik und Kunstwissenschaft an der Universität Paris VIII. Er wurde von der französischen Regierung mit dem Orden der Ehrenlegion ausgezeichnet und ist Autor der Bücher Origins and Development of Kinetic Art, Art, Action, and Participation, Art of the Electronic Age undFrom Technological to Virtual Art.

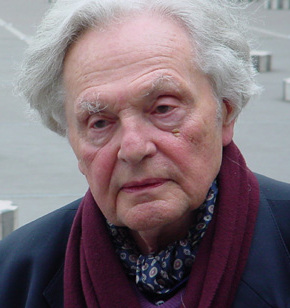
Frank Popper

Popper dokumentierte die Geschichte der Beziehung zwischen Technologie und partizipatorischen Kunstformen, insbesondere zwischen den späten 1960er und den frühen 1990er Jahren.

## Kinetische Kunst und Op-Art
In seinen Büchern Origins and Development of Kinetic Art und Art, Action and Participation zeigte Popper, wie die kinetische Kunst eine wichtige Rolle bei der eindeutigen Nutzung optischer Bewegung und bei der Herstellung von Verbindungen zwischen Wissenschaft, Technologie, Kunst und Umwelt spielte. Popper war ein Verfechter der humanisierenden Auswirkungen einer solchen interdisziplinären Synthese.
Die Begegnung mit dem kinetischen Künstler (und Autor des Buches Konstruktivismus) George Rickey Anfang der 1950er Jahre war ausschlaggebend für seine ersten Überlegungen und Aktivitäten als Ästhetiker, Kulturtheoretiker, Kurator, Lehrer und Kunstkritiker. Später lernte er die Künstler Nicolas Schöffer und Frank Malina kennen, deren Werke auf wissenschaftlichen Erkenntnissen aus erster oder zweiter Hand basierten. Auch die Op-Art der frühen 1960er Jahre hatte einen starken Einfluss auf ihn. Tatsächlich erwies sich die Op-Art als ein wichtiger Vorläufer dessen, was er als Virtuelle Kunst bezeichnete, denn die Op-Art lenkte die Aufmerksamkeit auf die individuellen, konstruktiven und sich verändernden Wahrnehmungen des Betrachters – und forderte ihn damit auf, den kreativen Akt zunehmend selbst zu übernehmen. Die Op-Art regte dazu an, über die Erweiterung der partizipatorischen Rolle des Publikums nachzudenken, und zwar sowohl in Bezug auf die Bedeutungswahrnehmung als auch in Bezug auf tatsächliche physische Veränderungen des Kunstwerks. Popper hatte in Paris auch viele persönliche Begegnungen mit der Groupe de Recherche d’Art Visuel, mit Carlos Cruz-Diez, Yaacov Agam, Jesús Rafael Soto und Victor Vasarely, die seine Sicht der Kunst und der Kunstgeschichte maßgeblich beeinflussten.

## Virtuelle Kunst
Dieser Neigung folgend, interessierte sich Popper für die Arbeiten von Piotr Kowalski, Roy Ascott und vielen anderen, die sich mit dem frühen Konzept der Vernetzung beschäftigten. Diese Künstler bestätigten sein Interesse an der Beteiligung des Publikums, was ihn in die späten 1980er und 1990er Jahre führte, als sich die immersive virtuelle Realität und die digitale Kunst zu etablieren begannen. Popper untersuchte eine Reihe von Werken aus dieser Zeit, darunter die von Shawn Brixey, Ebon Fisher und Joseph Nechvatal. Um die Entstehung einer Techno-Ästhetik zu erklären und zu veranschaulichen, betonte Popper die panoramische und generationenübergreifende Reichweite der virtuellen Kunst. In Bezug auf die virtuelle Kunst wird die Offenheit sowohl aus der Sicht der Künstler und ihrer Kreativität als auch aus der Sicht der späteren Nutzer in ihrem wechselseitigen Denken und Handeln betont. Dieses Bekenntnis zur wimmelnden Offenheit in der virtuellen Kunst lässt sich auf die Theorien von Umberto Eco und anderen Ästhetikern zurückführen. In seinem Spätwerk betrachtete Eco den Computer als intellektuelles Werkzeug.
Popper verwendet den Begriff „virtuelle Kunst“ für die Gesamtheit der Kunst, die mit Hilfe der Ende der 1980er Jahre (oder in einigen Fällen etwas früher) entwickelten technischen Medien geschaffen wurde. Dazu gehören Mensch-Maschine-Schnittstellen wie Visualisierungscontainer, stereoskopische Brillen und Bildschirme, dreidimensionale Klangerzeuger, Datenhandschuhe, Datenkleidung, Positionssensoren, taktile und energetische Rückkopplungssysteme etc. All diese Technologien ermöglichen es, in das Bild einzutauchen und mit ihm zu interagieren. Der Realitätseindruck, den man unter diesen Bedingungen empfand, wurde nicht nur durch Sehen und Hören vermittelt, sondern auch durch die anderen Sinne des Körpers. Diese Mehrfachwahrnehmung wurde zeitweise so intensiv erlebt, dass Popper von einer immersiven virtuellen Realität (VR) sprechen konnte.

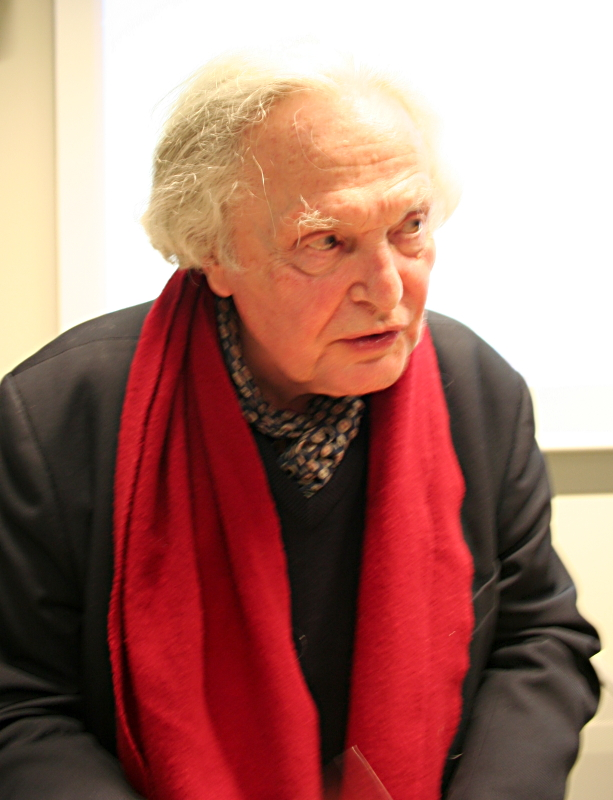
Frank Popper im Jahr 2008

In seinem 2006 erschienenen Buch From Technological to Virtual Art zeichnete Popper die Entwicklung der neuen immersiven und interaktiven Medienkunst von ihren historischen Vorläufern über digitale Kunst, Computerkunst, kybernetische Kunst, Multimedia und Netzkunst nach. Popper zeigte, dass die zeitgenössische virtuelle Kunst eine weitere Verfeinerung der technologischen Kunst des späten zwanzigsten Jahrhunderts ist – und auch eine Abkehr von ihr. Das Neue an dieser neuen Medienkunst sei die Vermenschlichung der Technologie, die Betonung der Interaktivität, die philosophische Untersuchung des Realen und des Virtuellen und die Multisensorik. Was die Künstler der virtuellen Kunst von den traditionellen Künstlern unterscheidet, ist ihr kombiniertes Engagement für Ästhetik und Technologie. Ihre „außerkünstlerischen“ Ziele – verbunden mit ihren ästhetischen Absichten – betreffen nicht nur Wissenschaft und Gesellschaft, sondern auch grundlegende menschliche Bedürfnisse und Triebe.

## Definition
Popper definierte virtuelle Kunst im weitesten Sinne als Kunst, die es uns ermöglicht, durch eine Schnittstelle mit der Technologie in die Computerkunst einzutauchen und mit ihr zu interagieren, und identifizierte eine ästhetisch-technologische Logik des Schaffens, die künstlerischen Ausdruck durch Integration mit der Technologie ermöglicht. Nach einer Beschreibung der künstlerischen Vorläufer der virtuellen Kunst von 1918 bis 1983 – einschließlich der Kunst, die Licht, Bewegung und Elektronik einsetzte – wandte sich Popper den zeitgenössischen Kunstformen und Künstlern der neuen Medien zu. Er untersuchte Werke, die auf digitalen Medien basieren, aber eine materielle Form haben, multimediale Offline-Arbeiten, interaktive digitale Installationen und multimediale Online-Arbeiten (Netzkunst) vieler Künstler.
Virtuelle Kunst, so argumentierte er, biete ein neues Modell für das Nachdenken über humanistische Werte im technologischen Zeitalter. Für Popper ist virtuelle Kunst mehr als nur die Übertragung des üblichen ästhetischen Materials in ein neues Medium, sondern eine tiefgreifende Untersuchung der ontologischen, psychologischen und ökologischen Bedeutung solcher Technologien. Die ästhetisch-technologische Beziehung bringt eine nie dagewesene Kunstform hervor.
Poppers Fokus auf Kunst und Technologie wird auch von Jack Burnham (Beyond Modern Sculpture 1968) und Gene Youngblood (Expanded Cinema 1970) geteilt. Sie zeigen, wie die Kunst, um mit Popper zu sprechen, virtualisiert wurde.